# زو تايكون (لعبة فيديو 2001)
زو تايكون (بالإنجليزية: Zoo Tycoon)‏ هي لعبة محاكاة تجارة من تطوير شركة بلو فانغ غيمز ونشر شركة مايكروسوفت، صدرت اللعبة في 17 أكتوبر 2001.